# Gran Premio motociclistico di Francia 2014
Il Gran Premio motociclistico di Francia 2014 è stato la quinta prova del motomondiale del 2014 nonché la 57ª edizione del Gran Premio motociclistico di Francia valido per il campionato mondiale. Si è svolto sul circuito Bugatti di Le Mans e ha registrato le vittorie di Marc Márquez in MotoGP, di Mika Kallio in Moto2 e di Jack Miller in Moto3.

## MotoGP
Lo spagnolo Marc Márquez su Honda RC213V, dopo aver ottenuto la pole position per la quinta volta consecutiva nella stagione, si è imposto anche al termine della gara (anche in questo caso per la quinta volta consecutiva), precedendo sul traguardo Valentino Rossi su Yamaha YZR-M1 e Álvaro Bautista anch'egli su Honda. Sempre Marquez ha ottenuto anche il giro più veloce, migliorando il record del circuito.
Luca Scassa avrebbe dovuto correre questo GP con il team Iodaracing Project in sostituzione dell'infortunato Danilo Petrucci, tuttavia, durante il collaudo della ART sul circuito del Mugello, Scassa è caduto riportando la frattura della testa del femore destro.

### Arrivati al traguardo
| Pos. | Nº | Pilota           | Squadra                   | Motocicletta       | Giri | Tempo           | Griglia | Punti |
| ---- | -- | ---------------- | ------------------------- | ------------------ | ---- | --------------- | ------- | ----- |
| 1º   | 93 | Marc Márquez     | Repsol Honda              | Honda RC213V       | 28   | 44min 03s 925ms | 1º      | 25    |
| 2º   | 46 | Valentino Rossi  | Movistar Yamaha           | Yamaha YZR-M1      | 28   | +1.486          | 5º      | 20    |
| 3º   | 19 | Álvaro Bautista  | Go&Fun Honda Gresini      | Honda RC213V       | 28   | +3.144          | 7º      | 16    |
| 4º   | 44 | Pol Espargaró    | Monster Yamaha Tech 3     | Yamaha YZR-M1      | 28   | +3.717          | 2º      | 13    |
| 5º   | 26 | Dani Pedrosa     | Repsol Honda              | Honda RC213V       | 28   | +4.077          | 9º      | 11    |
| 6º   | 99 | Jorge Lorenzo    | Movistar Yamaha           | Yamaha YZR-M1      | 28   | +7.088          | 6º      | 10    |
| 7º   | 6  | Stefan Bradl     | LCR Honda                 | Honda RC213V       | 28   | +11.527         | 4º      | 9     |
| 8º   | 4  | Andrea Dovizioso | Ducati Team               | Ducati Desmosedici | 28   | +22.103         | 3º      | 8     |
| 9º   | 41 | Aleix Espargaró  | NGM Forward Racing        | Forward Yamaha     | 28   | +22.626         | 8º      | 7     |
| 10º  | 38 | Bradley Smith    | Monster Yamaha Tech 3     | Yamaha YZR-M1      | 28   | +23.108         | 10º     | 6     |
| 11º  | 35 | Cal Crutchlow    | Ducati Team               | Ducati Desmosedici | 28   | +25.780         | 12º     | 5     |
| 12º  | 45 | Scott Redding    | Go&Fun Honda Gresini      | Honda RCV1000R     | 28   | +39.523         | 16º     | 4     |
| 13º  | 68 | Yonny Hernández  | Energy T.I. Pramac Racing | Ducati Desmosedici | 28   | +42.544         | 14º     | 3     |
| 14º  | 7  | Hiroshi Aoyama   | Drive M7 Aspar            | Honda RCV1000R     | 28   | +42.736         | 17º     | 2     |
| 15º  | 17 | Karel Abraham    | Cardion AB Motoracing     | Honda RCV1000R     | 28   | +56.644         | 18º     | 1     |
| 16º  | 70 | Michael Laverty  | Paul Bird Motorsport      | PBM                | 28   | +1:14.123       | 21º     |       |
| 17º  | 5  | Colin Edwards    | NGM Forward Racing        | Forward Yamaha     | 28   | +1:19.723       | 15º     |       |
| 18º  | 23 | Broc Parkes      | Paul Bird Motorsport      | PBM                | 28   | +1:30.934       | 20º     |       |
| 19º  | 63 | Mike Di Meglio   | Avintia Racing            | Avintia GP14       | 28   | +1:34.521       | 22º     |       |

### Ritirati
| Nº | Pilota         | Squadra        | Motocicletta       | Giri | Griglia |
| -- | -------------- | -------------- | ------------------ | ---- | ------- |
| 29 | Andrea Iannone | Pramac Racing  | Ducati Desmosedici | 1    | 11º     |
| 8  | Héctor Barberá | Avintia Racing | Avintia GP14       | 1    | 19º     |
| 69 | Nicky Hayden   | Drive M7 Aspar | Honda RCV1000R     | 0    | 13º     |

## Moto2
Seconda vittoria stagionale per Mika Kallio, che dopo aver vinto il precedente GP di Spagna si ripete anche in occasione di questa gara. Il pilota finlandese del team Marc VDS Racing, alla quindicesima affermazione in carriera nel motomondiale, si porta a sette lunghezze in campionato dal capo classifica Esteve Rabat (terzo al traguardo).
Secondo posto per Simone Corsi con la Kalex del team Forward Racing, mentre l'autore della pole position Jonas Folger giunge sesto al traguardo.

### Arrivati al traguardo
| Pos. | Nº | Pilota              | Squadra                    | Motocicletta       | Giri | Tempo           | Griglia | Punti |
| ---- | -- | ------------------- | -------------------------- | ------------------ | ---- | --------------- | ------- | ----- |
| 1º   | 36 | Mika Kallio         | Marc VDS Racing            | Kalex Moto2        | 26   | 42min 41s 696ms | 4º      | 25    |
| 2º   | 3  | Simone Corsi        | NGM Forward Racing         | Kalex Moto2        | 26   | +1.015          | 6º      | 20    |
| 3º   | 53 | Esteve Rabat        | Marc VDS Racing            | Kalex Moto2        | 26   | +1.303          | 2º      | 16    |
| 4º   | 40 | Maverick Viñales    | Pons HP 40                 | Kalex Moto2        | 26   | +2.187          | 7º      | 13    |
| 5º   | 39 | Luis Salom          | Pons HP 40                 | Kalex Moto2        | 26   | +3.619          | 3º      | 11    |
| 6º   | 94 | Jonas Folger        | AGR Team                   | Kalex Moto2        | 26   | +3.918          | 1º      | 10    |
| 7º   | 77 | Dominique Aegerter  | Technomag carXpert         | Suter MMX2         | 26   | +12.324         | 15º     | 9     |
| 8º   | 12 | Thomas Lüthi        | Interwetten Paddock        | Suter MMX2         | 26   | +15.552         | 5º      | 8     |
| 9º   | 22 | Sam Lowes           | Speed Up                   | Speed Up SF14      | 26   | +17.627         | 10º     | 7     |
| 10º  | 21 | Franco Morbidelli   | Italtrans Racing           | Kalex Moto2        | 26   | +28.704         | 14º     | 6     |
| 11º  | 23 | Marcel Schrötter    | Tech 3                     | Tech 3 Mistral 610 | 26   | +33.593         | 17º     | 5     |
| 12º  | 11 | Sandro Cortese      | Dynavolt Intact GP         | Kalex Moto2        | 26   | +36.158         | 9º      | 4     |
| 13º  | 4  | Randy Krummenacher  | IodaRacing Project         | Suter MMX2         | 26   | +36.227         | 24º     | 3     |
| 14º  | 95 | Anthony West        | QMMF Racing                | Speed Up SF14      | 26   | +36.547         | 27º     | 2     |
| 15º  | 55 | Hafizh Syahrin      | Petronas Raceline Malaysia | Kalex Moto2        | 26   | +36.672         | 26º     | 1     |
| 16º  | 30 | Takaaki Nakagami    | Idemitsu Honda Team Asia   | Kalex Moto2        | 26   | +37.240         | 21º     |       |
| 17º  | 81 | Jordi Torres        | Mapfre Aspar               | Suter MMX2         | 26   | +37.572         | 22º     |       |
| 18º  | 90 | Lucas Mahias        | Promoto Sport              | Transfiormers      | 26   | +44.600         | 19º     |       |
| 19º  | 8  | Gino Rea            | AGT Rea Racing             | Suter MMX2         | 26   | +48.311         | 23º     |       |
| 20º  | 7  | Lorenzo Baldassarri | Gresini Moto2              | Suter MMX2         | 26   | +48.654         | 29º     |       |
| 21º  | 18 | Nicolás Terol       | Mapfre Aspar               | Suter MMX2         | 26   | +48.886         | 28º     |       |
| 22º  | 2  | Josh Herrin         | AirAsia Caterham           | Caterham Suter     | 26   | +53.477         | 30º     |       |
| 23º  | 97 | Román Ramos         | QMMF Racing                | Speed Up SF14      | 26   | +1:09.106       | 33º     |       |
| 24º  | 25 | Azlan Shah          | Idemitsu Honda Team Asia   | Kalex Moto2        | 26   | +1:09.326       | 34º     |       |
| 25º  | 70 | Robin Mulhauser     | Technomag carXpert         | Suter MMX2         | 26   | +1:09.550       | 35º     |       |
| 26º  | 88 | Ricard Cardús       | Tech 3                     | Tech 3 Mistral 610 | 26   | +1:21.355       | 8º      |       |

### Ritirati
| Nº | Pilota             | Squadra                | Motocicletta   | Giri | Griglia |
| -- | ------------------ | ---------------------- | -------------- | ---- | ------- |
| 60 | Julián Simón       | Italtrans Racing       | Kalex Moto2    | 20   | 12º     |
| 96 | Louis Rossi        | SAG Team               | Kalex Moto2    | 20   | 18º     |
| 49 | Axel Pons          | AGR Team               | Kalex Moto2    | 13   | 25º     |
| 10 | Thitipong Warokorn | APH PTT The Pizza SAG  | Kalex Moto2    | 9    | 32º     |
| 15 | Alex De Angelis    | Tasca Racing           | Suter MMX2     | 6    | 13º     |
| 45 | Tetsuta Nagashima  | Teluru Team JiR Webike | TSR            | 5    | 31º     |
| 5  | Johann Zarco       | AirAsia Caterham       | Caterham Suter | 3    | 20º     |
| 54 | Mattia Pasini      | NGM Forward Racing     | Kalex Moto2    | 2    | 16º     |
| 19 | Xavier Siméon      | Federal Oil Gresini    | Suter MMX2     | 0    | 11º     |

## Moto3
Terza vittoria stagionale per Jack Miller che, complice il ritiro del suo diretto inseguitore Romano Fenati, incrementa il suo vantaggio nella classifica generale.
Alle spalle del pilota australiano troviamo Álex Rins con la Honda NSF250R e Isaac Viñales, terzo con la KTM RC 250 GP del Calvo Team al primo podio in carriera nel motomondiale. Autore del giro più veloce in gara e quarto sul traguardo Francesco Bagnaia dello SKY Racing Team VR46, sesto invece si posiziona Efrén Vázquez, autore della pole position.

### Arrivati al traguardo
| Pos. | Nº | Pilota                | Squadra                | Motocicletta        | Giri | Tempo           | Griglia | Punti |
| ---- | -- | --------------------- | ---------------------- | ------------------- | ---- | --------------- | ------- | ----- |
| 1º   | 8  | Jack Miller           | Red Bull KTM Ajo       | KTM RC 250 GP       | 24   | 41min 30s 582ms | 2º      | 25    |
| 2º   | 42 | Álex Rins             | Estrella Galicia 0,0   | Honda NSF250R       | 24   | +0.095          | 3º      | 20    |
| 3º   | 32 | Isaac Viñales         | Calvo Team             | KTM RC 250 GP       | 24   | +0.230          | 6º      | 16    |
| 4º   | 21 | Francesco Bagnaia     | SKY Racing Team VR46   | KTM RC 250 GP       | 24   | +0.487          | 17º     | 13    |
| 5º   | 12 | Álex Márquez          | Estrella Galicia 0,0   | Honda NSF250R       | 24   | +0.931          | 7º      | 11    |
| 6º   | 7  | Efrén Vázquez         | SaxoPrint-RTG          | Honda NSF250R       | 24   | +0.940          | 1º      | 10    |
| 7º   | 33 | Enea Bastianini       | Junior Team Go&Fun     | KTM RC 250 GP       | 24   | +1.026          | 13º     | 9     |
| 8º   | 17 | John McPhee           | SaxoPrint-RTG          | Honda NSF250R       | 24   | +1.221          | 8º      | 8     |
| 9º   | 10 | Alexis Masbou         | Ongetta-Rivacold       | Honda NSF250R       | 24   | +1.575          | 4º      | 7     |
| 10º  | 84 | Jakub Kornfeil        | Calvo Team             | KTM RC 250 GP       | 24   | +2.173          | 20º     | 6     |
| 11º  | 63 | Zulfahmi Khairuddin   | Ongetta-AirAsia        | Honda NSF250R       | 24   | +11.840         | 9º      | 5     |
| 12º  | 44 | Miguel Oliveira       | Mahindra Racing        | Mahindra MGP3O      | 24   | +14.504         | 14º     | 4     |
| 13º  | 52 | Danny Kent            | Red Bull Husqvarna Ajo | Husqvarna FR 250 GP | 24   | +14.644         | 12º     | 3     |
| 14º  | 41 | Brad Binder           | Ambrogio Racing        | Mahindra MGP3O      | 24   | +14.970         | 21º     | 2     |
| 15º  | 65 | Philipp Öttl          | Interwetten Paddock    | Kalex KTM           | 24   | +22.226         | 22º     | 1     |
| 16º  | 38 | Hafiq Azmi            | SIC-AJO                | KTM RC 250 GP       | 24   | +22.941         | 19º     |       |
| 17º  | 61 | Arthur Sissis         | Mahindra Racing        | Mahindra MGP3O      | 24   | +34.284         | 27º     |       |
| 18º  | 43 | Luca Grünwald         | Kiefer Racing          | Kalex KTM           | 24   | +36.495         | 26º     |       |
| 19º  | 51 | Bryan Schouten        | CIP                    | Mahindra MGP3O      | 24   | +36.610         | 24º     |       |
| 20º  | 11 | Livio Loi             | Marc VDS Racing        | Kalex KTM           | 24   | +37.299         | 25º     |       |
| 21º  | 3  | Matteo Ferrari        | San Carlo Team Italia  | Mahindra MGP3O      | 24   | +40.190         | 28º     |       |
| 22ª  | 22 | Ana Carrasco          | RW Racing GP           | Kalex KTM           | 24   | +52.239         | 30ª     |       |
| 23º  | 34 | Michael Ruben Rinaldi | San Carlo Team Italia  | Mahindra MGP3O      | 24   | +57.728         | 29º     |       |
| 24º  | 4  | Gabriel Ramos         | Kiefer Racing          | Kalex KTM           | 24   | +59.699         | 32º     |       |
| 25º  | 9  | Scott Deroue          | RW Racing GP           | Kalex KTM           | 23   | +1 Giro         | 23º     |       |

### Ritirati
| Nº | Pilota             | Squadra                   | Motocicletta        | Giri | Griglia |
| -- | ------------------ | ------------------------- | ------------------- | ---- | ------- |
| 31 | Niklas Ajo         | Avant Tecno Husqvarna Ajo | Husqvarna FR 250 GP | 21   | 5º      |
| 5  | Romano Fenati      | SKY Racing Team VR46      | KTM RC 250 GP       | 19   | 10º     |
| 19 | Alessandro Tonucci | CIP                       | Mahindra MGP3O      | 7    | 16º     |
| 23 | Niccolò Antonelli  | Junior Team Go&Fun        | KTM RC 250 GP       | 6    | 15º     |
| 98 | Karel Hanika       | Red Bull KTM Ajo          | KTM RC 250 GP       | 3    | 11º     |
| 95 | Jules Danilo       | Ambrogio Racing           | Mahindra MGP3O      | 3    | 32º     |
| 58 | Juanfran Guevara   | Mapfre Aspar              | Kalex KTM           | 0    | 18º     |

### Non partito
| Nº | Pilota       | Squadra    | Motocicletta  | Griglia |
| -- | ------------ | ---------- | ------------- | ------- |
| 57 | Eric Granado | Calvo Team | KTM RC 250 GP | 31º     |